# Chionaema gelida
Chionaema gelida är en fjärilsart som beskrevs av Walker 1854. Chionaema gelida ingår i släktet Chionaema och familjen björnspinnare. Inga underarter finns listade i Catalogue of Life.